# Itoku Tennō
Itoku Tennō (懿徳天皇?) fue el cuarto emperador del Japón en aparecer en la lista tradicional de Emperadores.
No existen datos claros acerca de este emperador y es conocido por los historiadores como un "Emperador legendario". En el Kojiki y el Nihonshoki sólo se recopilan su nombre y su genealogía. Estudios recientes apoyan la teoría de que esta persona no ha existido.

## Genealogía
El Emperador Itoku es casi seguro una leyenda. El Kojiki menciona sólo su nombre y su genealogía. Según el Nihonshoki, el Emperador Itoku es el tercero de ocho monarcas sin leyenda (欠史八代 Kesshi-hachidai?).
El Gukanshō explica que el emperador Itoku fue el segundo o tercero hijo del emperador Annei.
Los documentos históricos no ofrecen una base para hacer conjeturas acerca de por qué el hermano mayor, o hermanos, fueron ignorados en la sucesión.

## Acontecimientos
La ausencia de información sobre el Emperador Itoku no implica que tal persona no haya existido jamás. Hay muy poca información disponible para el estudio antes del reinado del Emperador Kimmei.
Según el Gukanshō, el Emperador Itoku gobernó desde el palacio de Migario-no-miya en Karu en la provincia de Yamato.

### Nombre póstumo
Su nombre póstumo literalmente significa "virtud benigna". Este nombre fue establecido muchos siglos después de su fallecimiento.

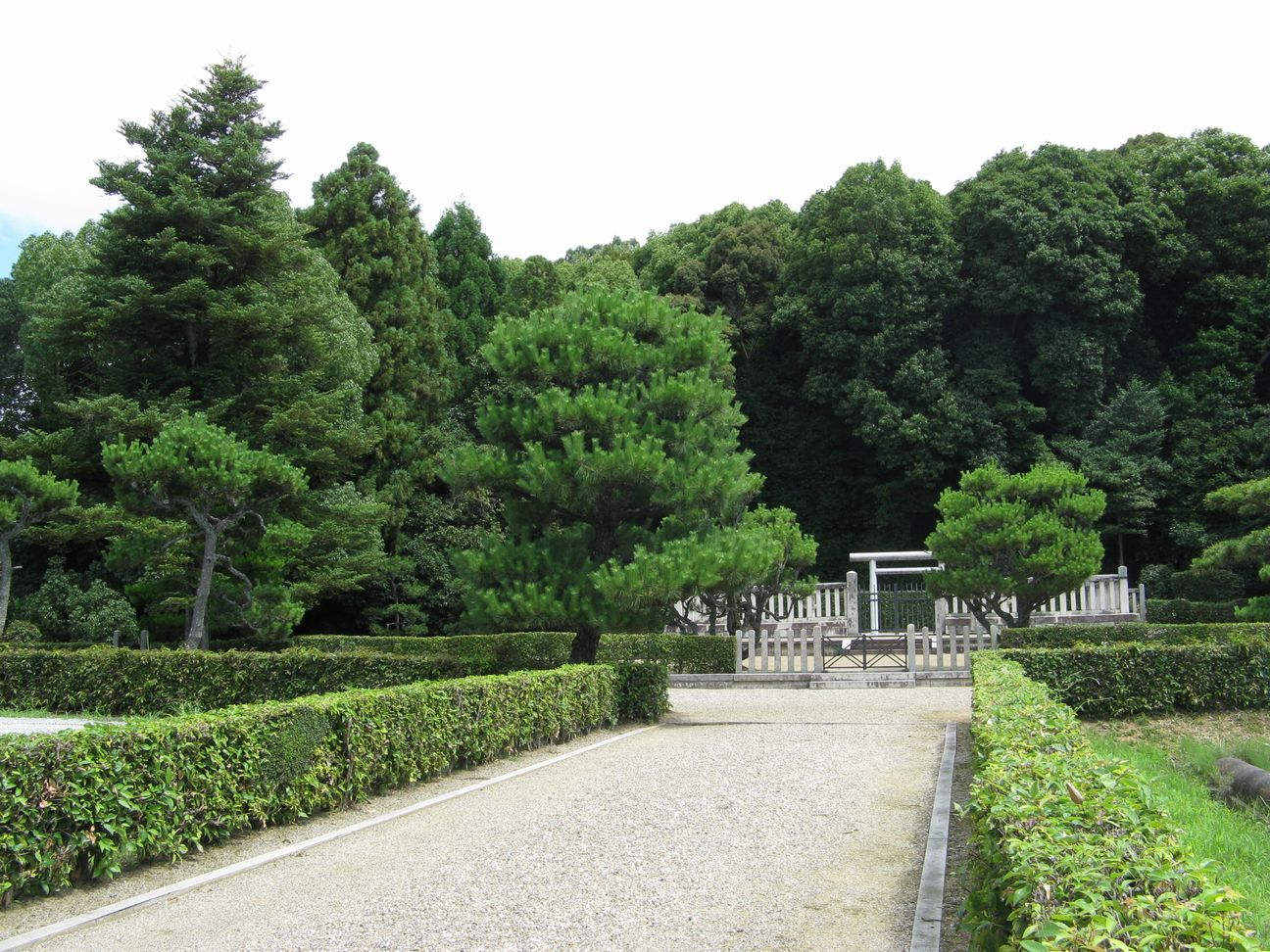
El mausoleo (misasagi) del Emperador Itoku en provincia de Nara.

El sitio real de su tumba se desconoce. Este emperador posee un santuario sintoísta monumento (misasagi) en Nara.